# 布雷斯劳十一人

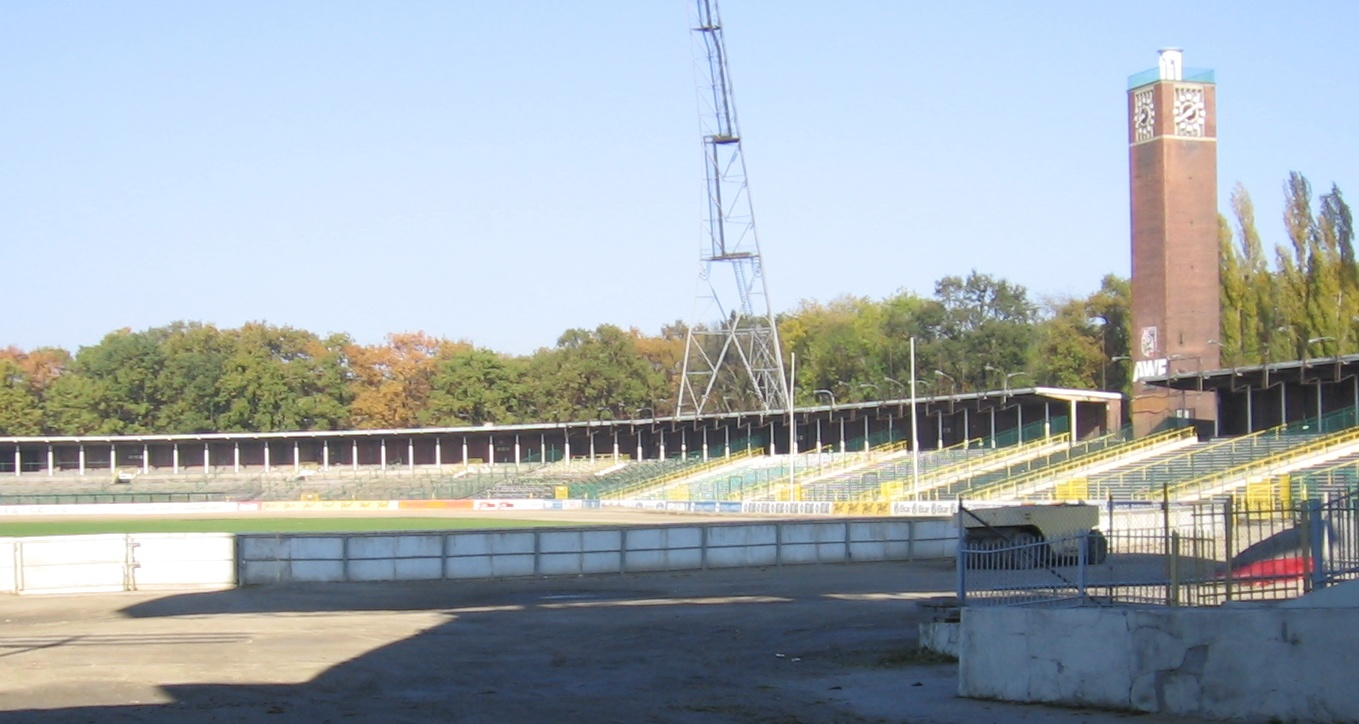
比赛场地：布雷斯劳赫尔曼·戈林体育场

布雷斯劳十一人（德語：Breslau-Elf）是德国国家足球队于1937年5月16日在布雷斯劳赫尔曼·戈林体育场以8比0战胜丹麦国家足球队的友谊赛中所使用的别称。时任德国队主教练的塞普·赫尔贝格在1937年率队进行的总共11场比赛中均保持不败，其中10场取胜，被普遍认为是德国足球史上最著名的团队之一。

## 背景
布雷斯劳十一人的的核心阵容最初由首任德国队主教练奥托·内尔茨在1934年世界杯足球赛期间构建。这一时期在德国国内占主导地位的俱乐部是沙尔克04，但沙尔克04的比赛风格倾向于快速传接配合，并不符合内尔茨对英式足球的理解——要求更多身体对抗、更直接的战术打法。因此，沙尔克04仅有弗里茨·谢潘1名球员是国家队的常备主力。
内尔茨的战术在最初获得成功，他与当时仍为助理教练的赫尔贝格共同率队在1934年世界杯中令人惊讶的夺得季军。内尔茨在对阵奥地利的季军争夺战中作出了一些阵容变化，汉斯·雅各布取代维利巴尔德·克雷斯担当门将，由于后者在半决赛对阵捷克斯洛伐克的比赛中表现不佳。赖因霍尔德·明岑贝格也被列入了首发名单，这使得斯泽潘得以从中场中路的位置上解放出来，回到他更为熟悉的影子前锋位置。
世界杯上所取得的成功使得德国队在柏林举行的1936年奥运会上被寄予了很高期望，但他们在第二轮便被挪威以2比0淘汰。这一结果使得内尔茨被迫引咎辞职，并将权利移交至助理教练赫尔贝格。奥运会后，赫尔贝格选择以沙尔克04的班底重建国家队，斯泽潘及其队友鲁道夫·格勒施和阿道夫·乌尔班很快便成为了国家队常客。具有较强跑动能力的安德烈亚斯·库普费尔、阿尔宾·基青格和弗朗茨·艾尔贝恩等年轻球员也得到重用。

## 比赛
| 1937年5月16日 |

| 德国                                                             | 8 – 0 | 丹麦 |
| ---------------------------------------------------------------- | ----- | ---- |
| 莱纳 7' · 西夫林 33', 40', 44', 48', 65' · 乌尔班 70' · 谢潘 78' |       |      |

| 布雷斯劳赫尔曼·戈林体育场 觀眾人數：40,000 ：奥古斯丁·克里斯特（捷克斯洛伐克） |

|               |    |                       |  |
|               |    |                       |  |
| GK            | 1  | 汉斯·雅各布           |  |
| DF            | 2  | 保罗·雅内斯           |  |
| DF            | 3  | 赖因霍尔德·明岑贝格   |  |
| MF            | 4  | 安德烈亚斯·库普费尔   |  |
| MF            | 5  | 路德维希·戈尔德布鲁纳 |  |
| MF            | 6  | 阿尔宾·基青格         |  |
| FW            | 7  | 恩斯特·莱纳           |  |
| FW            | 8  | 鲁道夫·格勒施         |  |
| FW            | 9  | 奥托·西夫林           |  |
| FW            | 10 | 弗里茨·谢潘           |  |
| FW            | 11 | 阿道夫·乌尔班         |  |
| 主教练：      |    |                       |  |
| 塞普·赫尔贝格 |    |                       |  |

|    |    |                 |  |
|    |    |                 |  |
| GK | 1  | 斯文德·延森     |  |
| DF | 2  | 波尔·汉森       |  |
| DF | 3  | 奥斯卡·约根森   |  |
| MF | 4  | 卡尔·拉尔森     |  |
| MF | 5  | 亨利·尼尔森     |  |
| MF | 6  | 波尔·延森       |  |
| FW | 7  | 赫尔穆特·索比克 |  |
| FW | 8  | 恩尤夫·克列文   |  |
| FW | 9  | 保利·约根森     |  |
| FW | 10 | 卡伊·乌尔达勒   |  |
| FW | 11 | 埃吉尔·蒂尔森   |  |

|  |

## 后续
布雷斯劳十一人在1938年3月德奧合併后瓦解。由于政治压力，赫尔贝格被迫将部分出生于奥地利的球员纳入德国队参加1938年世界杯足球赛。该团队未能达到大众的期望，在世界杯首轮比赛即被瑞士淘汰。
对于丹麦而言，这场比赛至今仍然是丹麦国家足球队历史上的最大比分失利，并被定性为丹麦足球的最低谷。它被后人称之为“布雷斯劳之战（the Battle of Breslau）”。这场失利对于参赛球员的影响也一直持续，门将斯文德·延森在国家队生涯中再也没有发挥出最佳水准。7名丹麦球员缺席了国家队的下一场国际比赛，当中包括卡尔·拉尔森，他曾表示这只不过是当天的天气对于足球而言过于温暖。而0比8的失利却成为卡尔·拉尔森代表丹麦国家队参加的唯一一场比赛。丹麦的拙劣表现在随后被解释为体能状况欠佳，或者可能是防守球员使用的阵式造成了混乱。斯文德·延森、波尔·汉森和亨利·尼尔森在俱乐部中使用2-3-5阵式，而卡尔·拉尔森和波尔·延森在其俱乐部中则使用更为现代的WM阵式。直至英格兰人爱德华·马格纳在1939年被聘用为国家队主教练后，这些丹麦的业余球员才得到充分的体能调节，并接受系统的阵式训练。